# Зубехин, Алексей Павлович
Алексей Павлович Зубехин (8 февраля 1929 — 22 января 2015) — советский и российский учёный-технолог, доктор технических наук (1984), профессор (1986), заслуженный профессор ЮРГТУ, почётный профессор БГТУ им. В. Г. Шухова. Заслуженный деятель науки и техники Российской Федерации (1995).

## Биография
Родился 8 февраля 1929 года в селе Скачиха, Тамбовской области, позже семья переехала в Ленинград.
В 1943 году во время Ленинградской блокады рано оставшись без родителей, прошел трудную школу жизни. В 1943 году он работает слесарем Мариланского шелкокомбината в Узбекской ССР, а в 1944 году добровольно вступает в ряды РККА воспитанником оркестра Армавирского военно-авиационного училища летчиков-истребителей. Проходя военную службу и обучаясь в средней школе, он с серебряной медалью оканчивает её.
С 1957 года после окончания с отличием химико-технологического факультета Новочеркасского политехнического института работал в институте — старшим лаборантом и старшим инженером проблемной лаборатории стройматериалов и защиты металлов, старшим преподавателем, доцентом и профессором кафедры технологии вяжущих веществ.
С 1974 по 1976 годы — заведующий кафедрами технологии вяжущих веществ, с 1981 по 1986 годы — технологии керамики, стекла и эмали и с 1986 по 1999 годы — технологии керамики, стекла и вяжущих веществ Новочеркасского политехнического института. А. П. Зубехин является руководителем и ведёт исследования, подготовку инженерных и научно-педагогических кадров по фундаментальному научному направлению «разработка теоретических основ ресурсосберегающих технологий новых тугоплавких неметаллических и силикатных материалов: композиционных, керамических стекломатериалов и вяжущих». Важнейшие разработки А. П. Зубехина — теоретические основы и технология белого портландцемента, а также физико-химические основы керамики, стеклоэмалей и стеклокристаллических жаростойких, ситалловых покрытий для металлов. А. П. Зубехин является крупным ученым широкого профиля в области теории и технологии неметаллических и силикатных материалов, его фундаментальные труды по технологии белого портландцемента, стеклоэмалям и защитным покрытиям для металлов получили признание в России, СНГ и в дальнем зарубежье.
В 1964 году защитил кандидатскую диссертацию на тему: «Влияние некоторых катионов и анионов минерализаторов на процесс минералообразования и структуру цементного клинкера». В 1984 году защитил докторскую диссертацию на тему: «Разработка теоретических основ и технологии белого портландцемента из сырья с различным содержанием окрашивающих соединений».
Помимо основной деятельности А. П. Зубехин являлся членом учебно-методического отдела Минобразования России по химико-технологическому образованию, членом Совета по защите докторских диссертаций ЮРГТУ и ДГТУ, является председателем Новочеркасского регионального отделения РАЕН, членом редколлегии журналов: «Известия вузов. Северо-Кавказский регион. Технические науки» и «Техника и технология силикатов». А. П. Зубехин — академик РАЕН (1997; член-корреспондент с 1995 года).

## Награды
- Орден Дружбы (2007)
- Медаль «За победу над Германией в Великой Отечественной войне 1941—1945 гг.»
- Медаль «Ветеран труда»

### Звания
- Заслуженный деятель науки и техники Российской Федерации (1995)
- Почётный работник высшего профессионального образования Российской Федерации
- Заслуженный профессор ЮРГТУ
- Почётный профессор БГТУ им. В. Г. Шухова